# خانواده سیارک

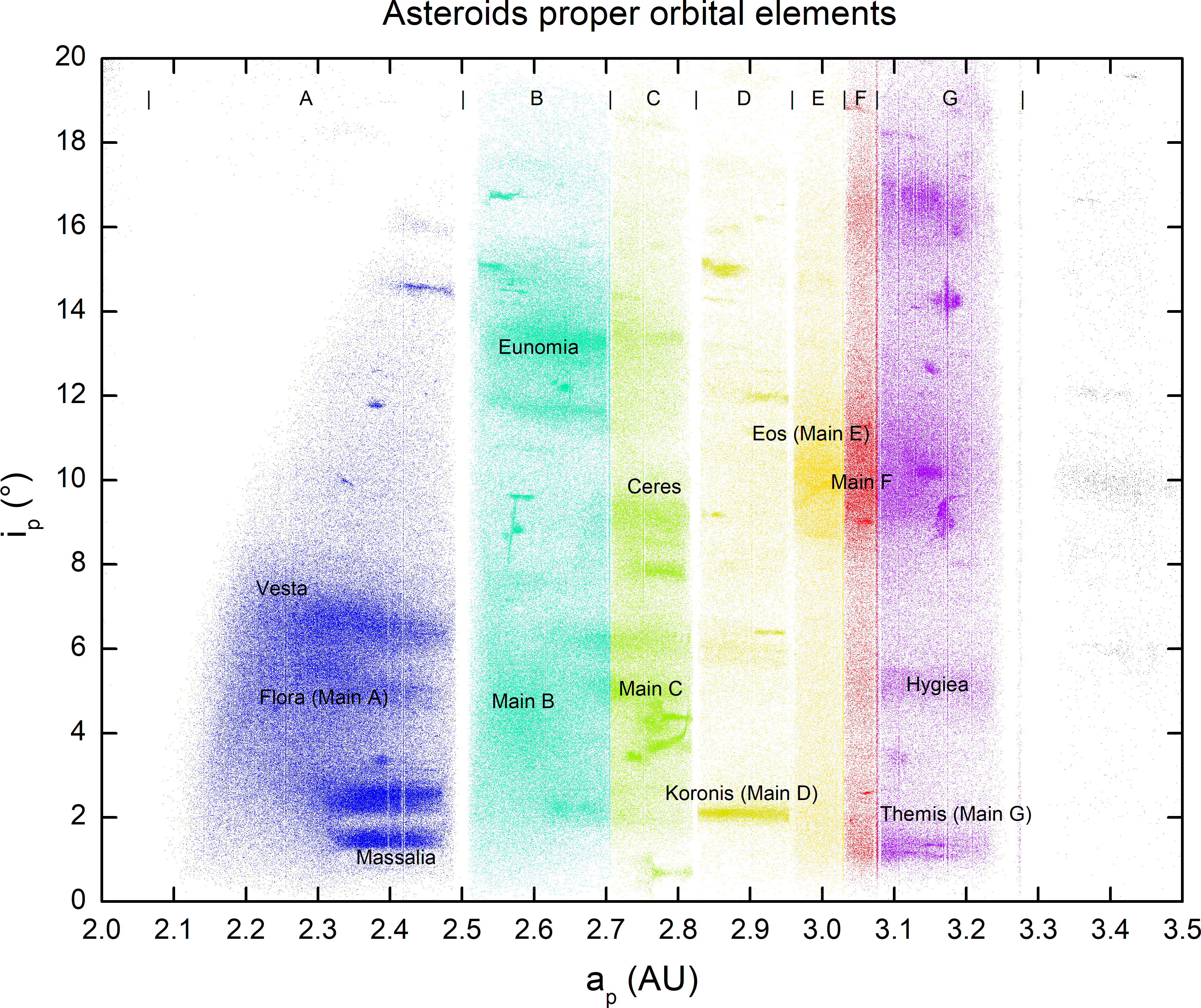
نمودار عناصر ارزنده مداریِ خانواده؛ در برابر نیم‌قطر بزرگ آن‌ها، برای سیارک‌های شماره‌گذاری شده. خانواده‌های سیارک که اکنون با شکاف کرک‌وود بین آن‌ها به صورت توده‌هایی مجزا به عنوان (A, B+C, خانواده‌هایD,E+F+G) درآمده‌اند به روشنی قابل مشاهده هستند.

خانواده سیارک (به انگلیسی: Asteroid family)، به یک دسته یا جمعیتی از سیارک‌هایی گفته می‌شود که با هم در عناصر ارزندهٔ مداری؛ مانند نیم‌قطر بزرگ، خروج از مرکز، و شیب مداری مشترک باشند.
تصور می‌رود که اعضای یک خانوادهٔ سیارکی از جمعیت سیارک‌ها باقی‌مانده‌های متلاشی شدهٔ یک خانواده برخوردی سیارک‌ها در گذشته باشند.
به کار بردن واژهٔ «خانواده سیارک» نام بهتر و جامع‌تری از یک «گروه سیارک» است که اعضای آن، در حالی که در داشتن برخی از ویژگی‌های گستردهٔ مداری باهم مشترکند، ممکن است که به جز این ارتباط اشتراک ریشه‌ای دیگری با هم نداشته‌باشند.

## ویژگی‌های عمومی

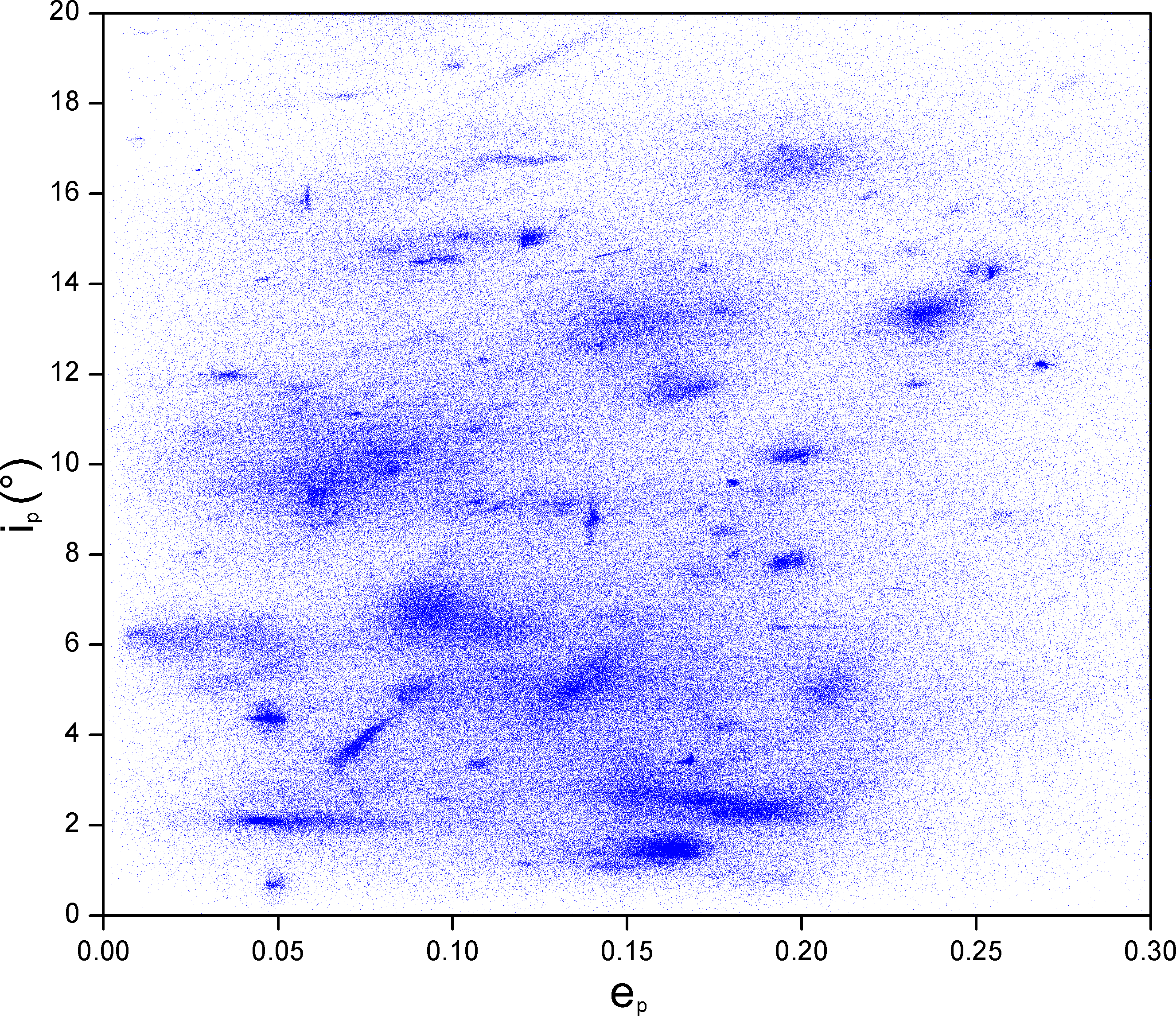
خانواده سیارک

«خانواده‌های سرشناس بزرگ» حاوی چند صد سیارک شناخته‌شده (و بسیاری از اشیاء کوچک‌تر که ممکن است یا نه هنوز تجزیه و تحلیل، یا نه هنوز کشف شده باشند) هستند. «خانواده‌های کوچک»، خانواده‌های جمع و جورتری هستند که تنها در حدود ده عضو آن‌ها شناسایی شده‌اند. در حدود ۳۳٪ تا ۳۵٪ از سیارک در کمربند اصلی با هم پیوند خانوادگی دارند.
در حدود ۲۰ به ۳۰ خانواده که به گونهٔ قابل اعتمادی هم‌بستگی‌شان شناخته شده وجود دارند، هم‌راه با چند ده گروه دیگر؛ که تا کنون اطمینان کمتری به هم‌بستگیِ آن‌ها در دست است. بیشترِ خانواده‌های سیارک در کمربند سیارک‌ها است، هرچند چند گروه شبه‌خانواده مانند خانواده پالاس، خانواده هنگریا، و خانواده فوسیا، که در نیمه محور اصلی کوچکتر یا انحراف محوری بزرگتر از کمربند اصلی قرار دارند.
یک خانواده؛ خانواده هائومیا، شناسایی شده که مرتبط با سیاره کوتوله هائومیا است. برخی از پژوهش‌ها برای پیدا کردن شواهد خانوادگی برخوردی میان سیارک‌های تروجانی تلاش کرده‌اند، اما تا کنون این شواهد هنوز به جمع‌بندی روشنی نرسیده‌است.